# Francis Cottington
Francis Cottington, I Barón Cottington (c. 1579 - 1652) fue un noble, diplomático y hombre de estado inglés.

## Diplomático en España
En 1609 fue enviado a España como asistente del embajador Charles Cornwallis; en 1612 se le encargó el consulado de Sevilla hasta 1613, en que a su regreso a Inglaterra fue empleado en el consejo privado del rey Jacobo I. Por aquellas fechas la casa real inglesa estaba negociando con España la boda del príncipe de Gales Carlos Estuardo con la infanta española María Ana de Austria, mientras mantenía también conversaciones con Francia para casar a aquel con la princesa Cristina de Francia; Cottington, partidario de la facción hispanófila junto con John Digby, tuvo una destacada participación en estas negociaciones, así como en las gestiones para la restitución del Palatinado, ocupado militarmente a partir de 1620 por los tercios españoles, a Federico V e Isabel Estuardo, respectivamente yerno e hija de Jacobo I. En 1622 fue nombrado secretario del príncipe de Gales, y al año siguiente, nombrado caballero y baronet.
Los planes de la boda real, que se habían visto diferidos más de una década por las diferencias religiosas entre ambos países, se vieron precipitados por el viaje que el príncipe de Gales y el duque de Buckingham hicieron a Madrid en 1623; Cottington, que era partidario de la boda pero opuesto a este viaje, les acompañó contra su voluntad. El acuerdo matrimonial, plasmado en el tratado de Madrid, se rompió inmediatamente después de su firma, la restitución del Palatinado nunca llegó a producirse, y la situación en que quedaron ambas coronas motivó que en 1624 se declarasen abiertamente la guerra. 
En esta nueva situación, la perseverancia de Cottington en su postura pro-española le hizo ganar la enemistad del duque de Buckingham, favorito de Jacobo I y tras la muerte de este en 1625 de Carlos I; Cottington fue relegado al ostracismo hasta 1628, cuando tras el asesinato de Buckingham fue nombrado consejero privado del rey y canciller de hacienda en 1629. En 1630 volvió en misión diplomática a España para la firma del tratado de Madrid, por el que se ponía fin a la guerra entre ambos países. Al año siguiente se le concedió el título de barón Cottington de Hanworth, en Middlesex.
Tras la derrota de los realistas en la Guerra Civil Inglesa, Cottington buscó apoyos para la causa real y en 1649, junto con Edward Hyde, marchó en misión a España en busca de ayuda, entrevistándose con el Cardenal Mazarino en París de camino. Fue recibido fríamente, habiendo perdido el favor de la Corte española, debido en alguna medida a sus vacilaciones en materia de religión. Cottington se quedó ya en España, manteniéndose fiel a la fe católica, y mantenido por los jesuitas residió sus últimos años en Valladolid, donde falleció el 19 de junio de 1652. Su cuerpo fue posteriormente inhumado en la Abadía de Westminster.